# Дом пастора (Кронштадт)
Дом пастора — памятник архитектуры. Расположен в Кронштадте, современный адрес дома — Ленинградская улица, 1.
Двухэтажный кирпичный неоштукатуренный дом с белыми наличниками входит в ансамбль Церкви святой Елизаветы. Здание было построено в 1830-х годах.
В центральной части здания сделан несильно выступающий ризалит в три оси со ступенчатым аттиком. Окна первого этажа украшены замковыми камнями, окна второго — прямыми и треугольными сандриками на кронштейнах.